# 1140'erne
Århundreder: 11. århundrede – 12. århundrede – 13. århundrede
Årtier: 1090'erne 1100'erne 1110'erne 1120'erne 1130'erne – 1140'erne – 1150'erne 1160'erne 1170'erne 1180'erne 1190'erne
År: 1140 1141 1142 1143 1144 1145 1146 1147 1148 1149